# Jan Surzycki (1898–1921)
Jan Surzycki herbu Gierałt (ur. 24 grudnia 1898 w Grojcu, zm. 9 maja 1921 pod Starym Koźlem) – podporucznik artylerii Wojska Polskiego, działacz niepodległościowy, kawaler Orderu Virtuti Militari, uczestnik III powstania śląskiego, harcerz, student Studium Rolniczego Uniwersytetu Jagiellońskiego.

## Życiorys
Urodził się 24 grudnia 1898 w Grojcu, w ówczesnym powiecie chrzanowskim Królestwa Galicji i Lodomerii, w rodzinie Stefana (1864–1936), profesora Uniwersytetu Jagiellońskiego i Zofii z Niecielskich (1874-1957), działaczki narodowej i społecznej. Jego chrzestnym ojcem był Stanisław Witkiewicz. Od 1901 mieszkał z rodziną w Czernichowie, a od 1909 w Krakowie, gdzie uczęszczał do III Gimnazjum im. Króla Jana III  Sobieskiego.
Związał się ze skautingiem krakowskim od początku jego istnienia; założył na początku 1912 zastęp „Orły”, który pod jego  kierunkiem działał od marca tego roku na terenie III Gimnazjum. m.in. wydawał  w 1913 własne (a potem całej drużyny) pisemko „Czuwaj”. W styczniu 1916 zreorganizował 5. Krakowską Drużynę Skautową im. ks. Józefa  Poniatowskiego, którą następnie kierował do sierpnia 1917. Równocześnie od lutego do lipca 1917 był drużynowym 3. Krakowskiej Drużyny Skautowej im. Kazimierza Pułaskiego. 10 października 1917 został mianowany zastępcą drużynowego (pełniącym obowiązki drużynowego), a 8 kwietnia 1918 drużynowym 5. Krakowskiej Drużyny Skautowej. Ponadto w Komendzie Krakowskiej Chorągwi Męskiej był referentem organizacyjnym. W czerwcu 1917 zdał egzamin dojrzałości i został studentem Studium Rolniczego UJ.
31 października 1918, po usunięciu w Krakowie komend armii austriackiej i przejęciu władzy przez Polską Komisję Likwidacyjną, zorganizował i objął dowództwo nad dwudziestoosobowym lotnym oddziałem skautowym przy dowództwie 4. pułku piechoty w dyspozycji komendanta wojsk okręgu krakowskiego Bolesława Roi. Od 4 listopada 1918 pełnił służbę w pociągu pancernymi nr 2 „Śmiały”; w tym miesiącu brał udział w walkach z Ukraińcami o Przemyśl (gdzie został ranny w rękę) i Lwów. Następnie ukończył kurs szkoły podoficerskiej i 15 lutego 1919 został mianowany plutonowym. W marcu 1919 walczył pod Sądową Wisznią, gdzie pod ogniem nieprzyjaciela odczepił płonący wagon z materiałami wybuchowymi i uratował z niego dwóch żołnierzy. Skierowany do Szkoły Podchorążych Artylerii w Krakowie, z powodu odwołania kursu, został tamże instruktorem w 6 pułku artylerii ciężkiej, a następnie służył ponownie na froncie galicyjskim (5 maja - 5 czerwca). Posiadał stopień podharcmistrza i harcerza Rzeczypospolitej. Przed plebiscytem na Górnym Śląsku prowadził ćwiczenia Drużyn Bartoszowych, tworzonych na nowo przez powołaną w 1920 w Krakowie Akademicką Egzekutywę Plebiscytową. Odbył kurs rezerwowy w Szkole Podchorążych Artylerii w Poznaniu (15 kwietnia-20 lipca 1920) po czym wziął udział w wojnie polsko-sowieckiej. Mianowany 21 sierpnia ogniomistrzem, otrzymał przydział do l. baterii I dywizjonu 12 pułku artylerii polowej. Po wybuchu III powstania śląskiego (z 2 na 3 maja 1921) przedarł się samowolnie 5 maja na Górny Śląsk z działem zabranym z parku artyleryjskiego przy ul. Rakowickiej w Krakowie. W południowej grupie wojsk powstańczych objął dowództwo baterii (działonu) „Gerah” złożonej z trzech dział. Pod dowództwem Pawła Cymsa uczestniczył w natarciu na Kędzierzyn; ostrzeliwując z działka kaliber 37 mm pozycje niemieckie, przyczynił się do zdobycia ważnego taktycznie Starego Koźla.

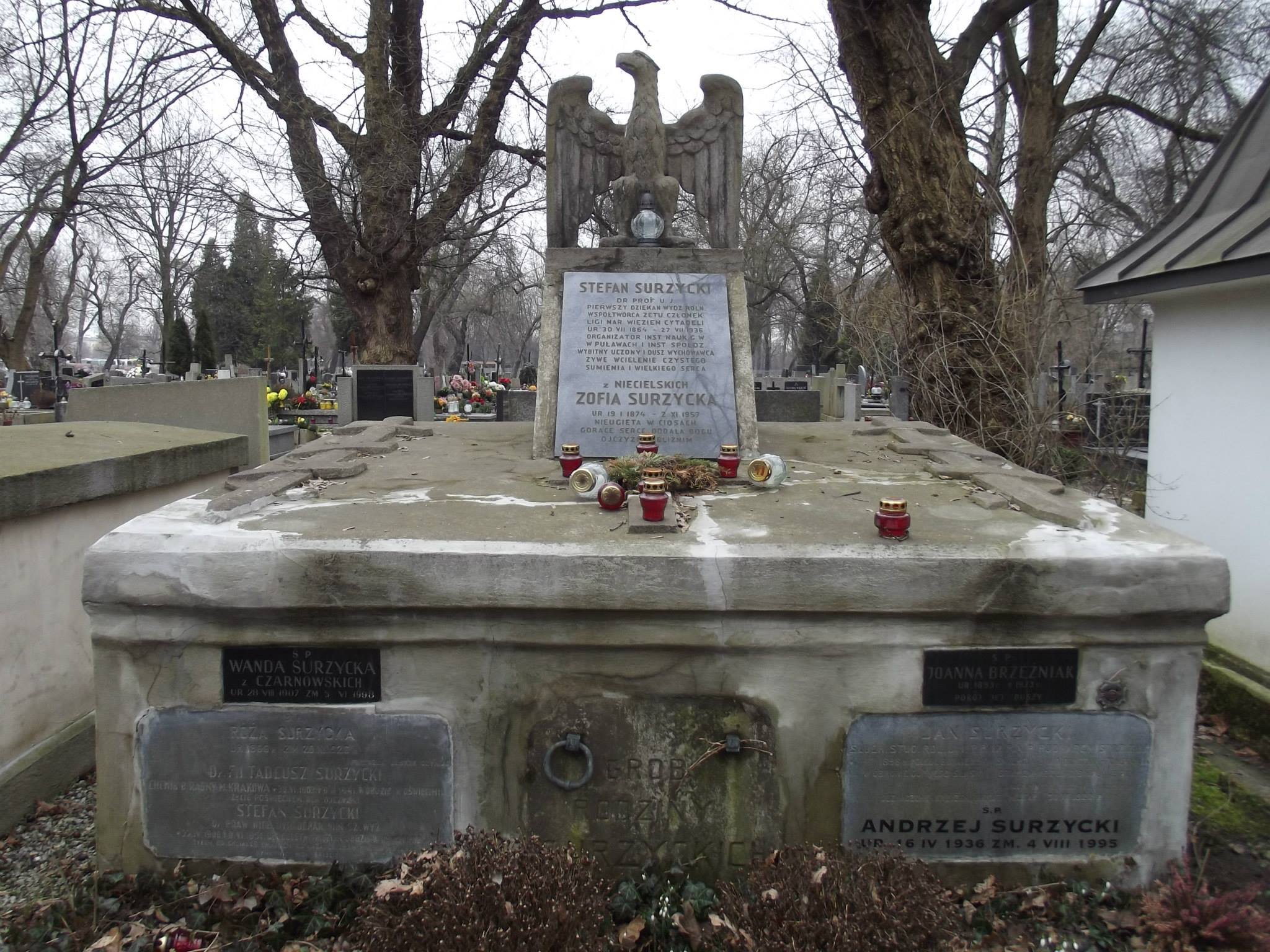
Grobowiec rodzinny Surzyckich - epitafium Jana z prawej strony

Zginął postrzelony w głowę pod Starym Koźlem, został pochowany z honorami wojskowymi w grobowcu rodzinnym na krakowskim cmentarzu Rakowickim.

## Ordery i odznaczenia
- Krzyż Srebrny Orderu Virtuti Militari nr 7794 – pośmiertnie 27 czerwca 1922[2][3][4]
- Krzyż Niepodległości – pośmiertnie 19 grudnia 1933 „za pracę w dziele odzyskania niepodległości”[5][6][7]
- Krzyż Obrony Lwowa (1919)
- Odznaka pamiątkowa „Orlęta” (1919)
- Gwiazda Przemyśla (1919)
- Pamiątkowa Odznaka Artyleryjska (1920)
- Śląska Wstęga Waleczności i Zasługi (1921) pośmiertnie

## Upamiętnienie
- Tablica z 1976 w holu głównym gmachu Akademii Rolniczej w Krakowie przy al. Mickiewicza 21[8].
- Ufundowano dwie cegiełki wawelskie: jedną od powstańców górnośląskich z Grupy Południowej (nr 231), drugą od profesorów i słuchaczy Studium Rolniczego UJ (nr 1137).
- Nazwisko Surzyckiego umieszczono na tablicy pamiątkowej poległych w l. 1918–1921 uczniów III Gimnazjum w gmachu II Liceum im. Króla Jana Sobieskiego przy ul. Sobieskiego w Krakowie.